# Karl-Heinz Frieser
Karl-Heinz Frieser (* 1949 in Pressath, Oberpfalz) ist ein Oberst a. D. des Heeres der deutschen Bundeswehr und Militärhistoriker.

## Leben
1970 trat Frieser in den Dienst der Bundeswehr und begann 1978 ein Studium der Politikwissenschaft und Geschichte. Bereits 1981 wurde er bei Gerhard Ritter an der Universität Würzburg mit der Dissertation Die deutschen Kriegsgefangenen in der Sowjetunion und das Nationalkomitee Freies Deutschland zum Dr. phil. promoviert. Danach fand er Verwendung als Kompaniechef.
Von 1985 bis zu seiner Pensionierung 2009 arbeitete er am Militärgeschichtlichen Forschungsamt (MGFA) in Freiburg im Breisgau und Potsdam und war dort seit 2002 Leiter des Forschungsbereiches „Zeitalter der Weltkriege“.
Der Veröffentlichung seiner Dissertation Krieg hinter Stacheldraht. Die deutschen Kriegsgefangenen in der Sowjetunion und das Nationalkomitee „Freies Deutschland“ folgten zahlreiche weitere Publikationen zu militärhistorischen Themen. Seine 1995 publizierte Arbeit „Blitzkrieg-Legende“ zum Westfeldzug der Wehrmacht gilt als ein Standardwerk zu der (bis dahin kontrovers diskutierten) Frage, ob die deutsche Militärführung und Hitler eine „Blitzkriegstrategie“ verfolgten. Frieser zufolge war dies nicht der Fall, sondern der Westfeldzug sei eine „operative Verzweiflungsaktion“ gewesen, „um aus einer verzweifelten strategischen Situation herauszukommen“. Er führt den deutschen Sieg auf die richtigen Entscheidungen der deutschen militärischen Führung zurück. Zur „Schlüsselszene“ des Feldzuges erklärt er General Heinz Guderians eigenmächtigen Durchbruch bei Sedan am 14. Mai 1940, der einen „Lawineneffekt“ ausgelöst und zum schnellen Zusammenbruch der französischen und englischen Armeen geführt habe.
Ein weiterer Forschungsschwerpunkt ist die Operationsgeschichte des Deutsch-Sowjetischen Krieges 1941–1945. Unter anderem schrieb er den Abschnitt über die Schlacht im Kursker Bogen in Band 8 von Das Deutsche Reich und der Zweite Weltkrieg. Frieser trat der (nach eigenen Worten) Mythenbildung auf sowjetischer Seite in der Panzerschlacht von Kursk entgegen (Schlacht von Prochorowka am 12. Juli 1943). Während man in sowjetischen Darstellungen lesen konnte, dass 800 deutsche auf 850 sowjetische Panzer trafen und 400 deutsche Panzer zerstört wurden, geht Frieser von 186 deutschen gegen 672 sowjetischen Panzern aus, wobei die sowjetischen Streitkräfte aufgrund schwerer taktischer Fehler ihrer Führung einen Totalverlust von mindestens 235 Panzern hatten, die deutschen lediglich drei.

## Schriften
- Krieg hinter Stacheldraht. Die deutschen Kriegsgefangenen in der Sowjetunion und das Nationalkomitee „Freies Deutschland“, Mainz 1981, ISBN 978-3-7758-1015-9 (Zugl.: Würzburg, Univ., Diss., 1981).
- Ardennen – Sedan. Militärhistorischer Führer durch eine europäische Schicksalslandschaft, (Erstauflage 2000), Frankfurt a. M./Bonn 2006, ISBN 978-3-932385-08-7.
- Blitzkrieg-Legende. Der Westfeldzug 1940 (Erstauflage 1995), Oldenbourg Wissenschaftsverlag, 4. Aufl. München 2012, ISBN 978-3-486-71544-6; die 3. Aufl. 2005 ist identisch.
- The Blitzkrieg Legend. Ins Englische übersetzt von John T. Greenwood und Karl-Heinz Frieser, Naval Institute Press, 2012/2013, ISBN 978-1-59114-295-9.[5]
- (Hrsg. im Auftrag des Militärgeschichtlichen Forschungsamtes) Die Ostfront 1943/44. Der Krieg im Osten und an den Nebenfronten (= Das Deutsche Reich und der Zweite Weltkrieg, Band 8). Deutsche Verlags-Anstalt, München 2007, ISBN 978-3-421-06235-2.[6]